# Jeremy Bentham
Jeremy Bentham (n. 15/26 februarie 1748 – d. 6 iunie 1832) a fost un jurist, filosof și reformator social englez . Este cunoscut pentru contribuțiile sale în dezvoltarea inițială a utilitarismului.

## Biografie
Bentham a militat, în scrierile sale, de pe poziții raționale, în favoarea libertății individuale și economice, pentru separarea religiei de stat, pentru libertatea de expresie, sufragiul universal, drepturi egale pentru femei, dreptul la divorț și decriminalizarea homosexualității. De asemenea a fost un adept al abolirii sclaviei, a pedepsei cu moartea, a pedepselor corporale, inclusiv pentru copii, și a apărat drepturile animalelor.
Ideile sale au influențat reformele juridice, politice și sociale care au început să fie aplicate în Marea Britanie în primele decenii ale secolului al XIX-lea, între care extinderea drepturilor de vot la noi categorii de cetățeni.  
Deși era în favoarea extinderii drepturilor legale individuale, s-a opus ideii de „drepturi naturale” și a contractului social.
Ideile sale au fost preluate de discipoli și dezvoltate de discipoli ai săi, precum James Mill, secretarul și colaboratorul său după anul 1808, fiul acestuia , John Stuart Mill, John Austin, socialistul Robert Owen. De asemenea vederile sale au înrâurit operele unor scriitori precum Charles Dickens.   
Este considerat „fondatorul spiritual” al Universității College din Londra.